# Die Wahrheit steigt aus dem Brunnen

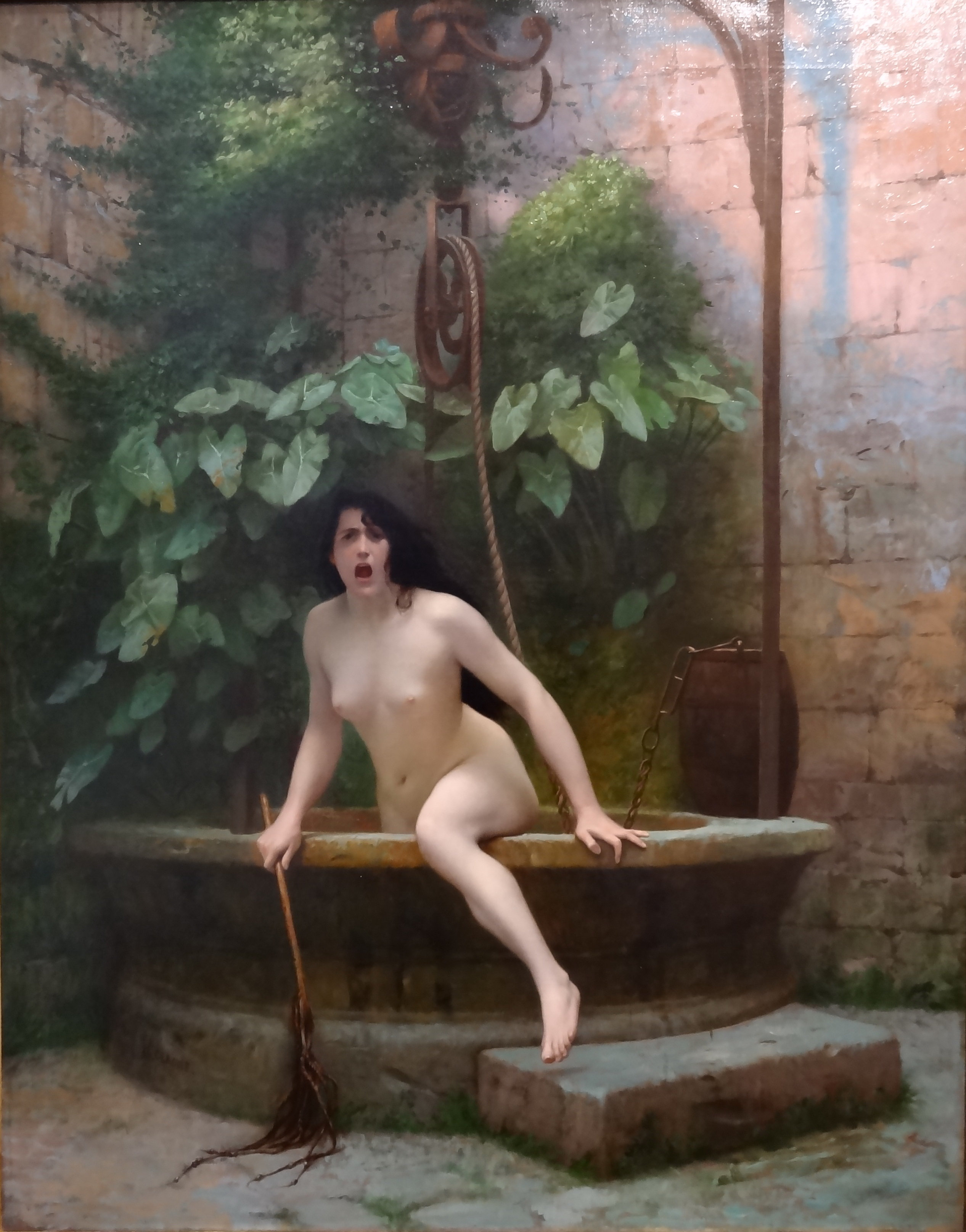
Jean Léon Gerome: La Vérité sortant du puits (1896)

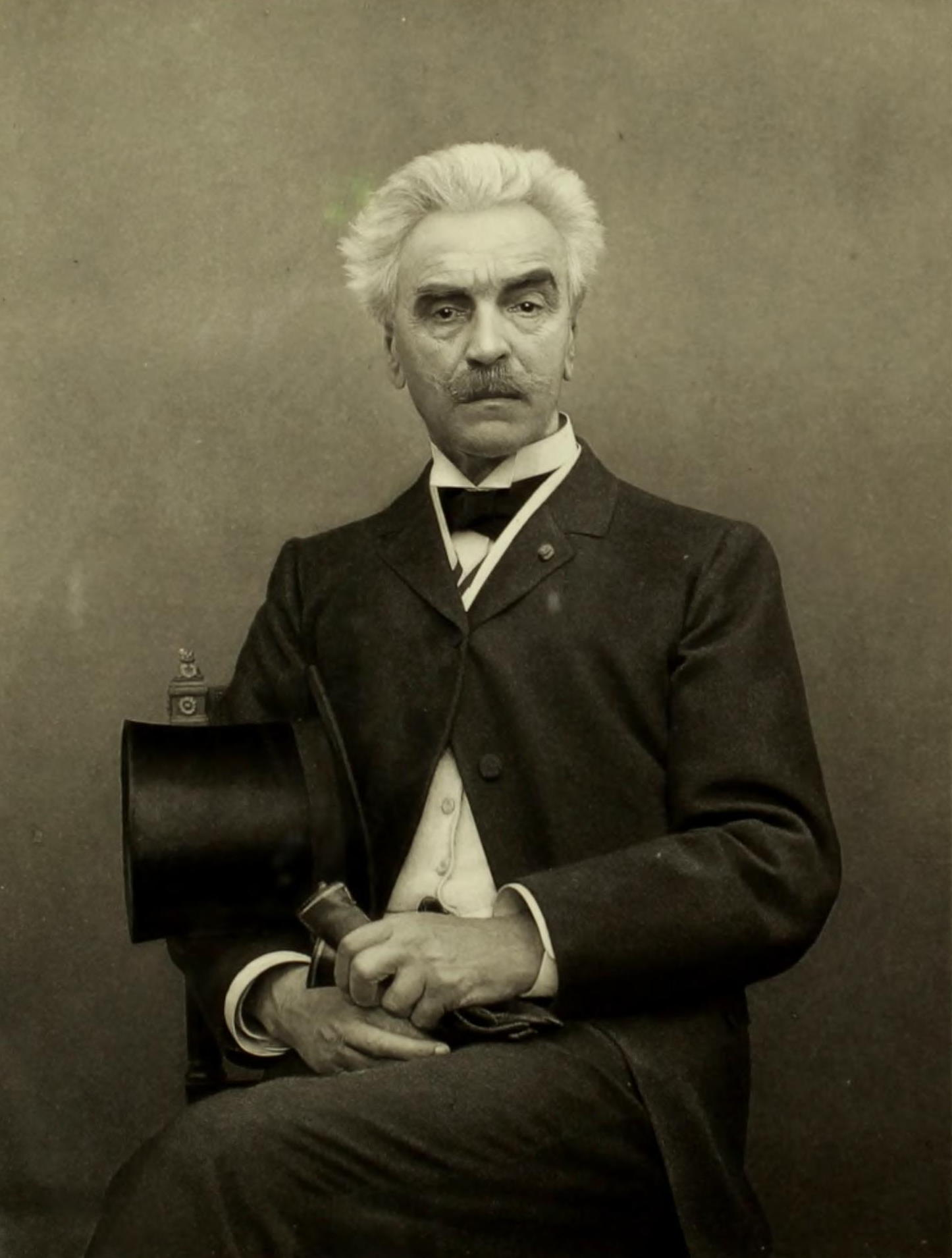
Jean-Léon Gérôme, 1892

La Vérité sortant du puits armée de son martinet pour châtier l’humanité (Französisch: Die Wahrheit steigt aus dem Brunnen, mit ihrer Peitsche bewaffnet, um die Menschheit zu züchtigen) ist ein allegorisches Gemälde des französischen Künstlers Jean-Léon Gérôme aus dem Jahr 1896. Der offizielle Titel war La verité (Die Wahrheit).

## Übersicht
Ab Mitte der 1890er Jahre, also in den letzten zehn Jahren seines Lebens, fertigte Gérôme mindestens vier Gemälde an, welche die Wahrheit als nackte Frau darstellen. Sie wird dabei entweder in einen Brunnen geworfen, liegt oder steht am Boden eines Brunnens oder schreitet aus einem Brunnen heraus. Das Sujet der Bilder beruht sich auf einem Aphorismus des Philosophen Demokrit: „Von der Wahrheit wissen wir nichts, denn die Wahrheit ist in einem Brunnen.“ (Griechisch: yτεῇ δὲ οὐδὲν ἴδμεν: ἐν βυθῷ γὰρ ἡ ήλήθεια,  eteêi dè oudèn ídmen: en buthô gàr hē alḗtheia.) Die Nacktheit der Frauengestalt erklärt sich auch aus dem international gebräuchlichen Ausdruck la vérité nue, „die nackte Wahrheit“.
Auf dem Champs Elysées-Salon von 1895 zeigte Gérôme ein Gemälde mit dem Titel Mendacibus et histrionibus occisa in puteo jacet alma Veritas (Latein: Von Lügnern und Schauspielern getötet, liegt die Seele der Wahrheit in einem Brunnen.) Er stellt die nackte Wahrheit dar, die von der Lüge getötet wurde. Die Lüge hatte zunächst ihren Körper in einen Brunnen geworfen, darauf noch einen Spiegel, aus dem Lichtblitze erstrahlen, die den dunklen Abgrund erhellen.
In der nächsten Salon-Ausstellung 1896 zeigte Gérôme die allegorische Wahrheit, wie sie aus ihrem Brunnen heraussteigt.

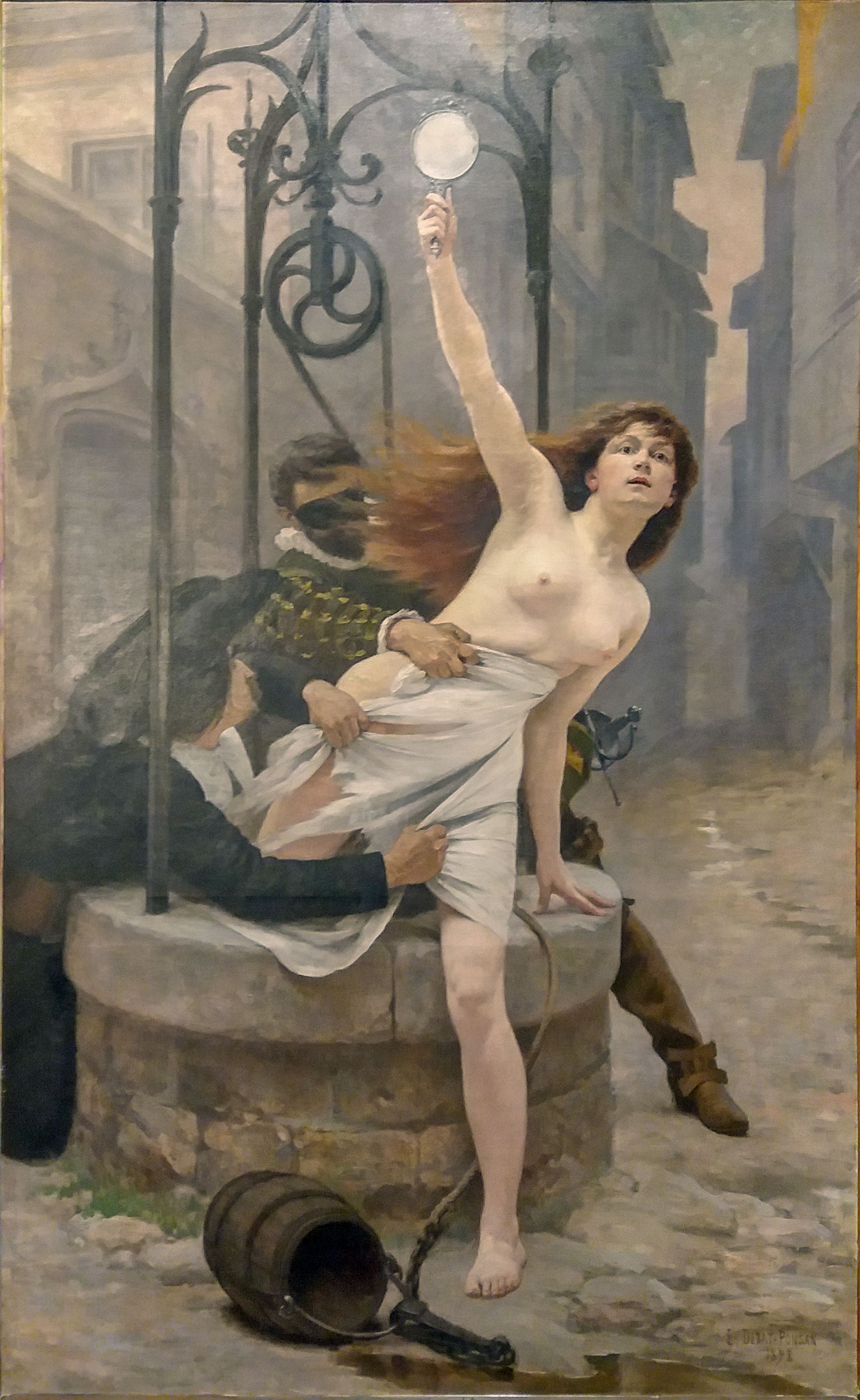
La Vérité sortant du Puits. Édouard Debat-Ponsan, 1898

Es wurde angenommen, dass beide Gemälde (wie ein ähnliches, späteres Werk von Edouard Debate-Ponsan) Kommentare zur Dreyfus-Affäre waren, aber der Kunsthistoriker Bernard Tillier argumentierte, Gérômes Bilder der Wahrheit und des Brunnens seien Teil seiner anhaltenden Fehde gegen den Impressionismus.

In einem Vorwort zu Émile Bayards The Nu Esthetics, das 1902 veröffentlicht wurde, verwendet Gérôme die Metapher der Wahrheit und des Brunnens, um den tiefgreifenden und irreversiblen Einfluss der Fotografie zu charakterisieren:
La photographie est un art. La photographie force les artistes à se dépouiller de la vieille routine et à oublier les vieilles formules. Elle nous a ouvert les yeux et forcé à regarder ce qu’auparavant nous n’avions jamais vu, service considérable et inappréciable qu’elle a rendu à l’Art. C'est grâce à elle que la vérité est enfin sortie de son puits. Elle n’y rentrera plus.

„Fotografie ist eine Kunst. Die Fotografie zwingt Künstler, die alten Routinen aufzugeben und die alten Formeln zu vergessen. Sie öffnete unsere Augen und zwang uns, auf das zu schauen, was wir noch nie zuvor gesehen hatten, damit leistete sie der Kunst einen beträchtlichen und unschätzbaren Dienst. Es ist ihr zu verdanken, dass die Wahrheit endlich aus ihrem Brunnen kam. Sie wird nicht mehr dorthin zurückkehren.“
Gérôme behielt mindestens eines der Gemälde in seinem Privatbesitz. Als er 1904 starb, „fand ihn das Dienstmädchen tot in dem kleinen Raum neben seinem Atelier, zusammengesunken vor einem Porträt von Rembrandt und am Fuße seines eigenen Gemäldes Wahrheit.“ Die Quelle für dieses Ereignis ist eine Anekdote, sein Biograf Moreau-Vauthier gibt jedoch nicht an, welches Gemälde gemeint ist.
Seit 1978 ist das Gemälde Teil der Dauerausstellung im Musée Anne de Beaujeu in Moulins. 2012, nachdem das Gemälde in Los Angeles, Paris und Madrid ausgestellt worden war, veranstaltete das Museum die Ausstellung La vérité est au musée „(Die Wahrheit ist im Museum“), in der zahlreiche Zeichnungen, Skizzen und Varianten von Gérôme und anderen Künstlern gesammelt wurden, die einen Bezug zum Gemälde und seinem Thema hatten. Die mehrfachen Interpretationen der rätselhaften Bedeutung des Gemäldes veranlassten einen der Kuratoren des Museums zu dem Ausspruch: C’est notre Joconde à nous. („Dies ist unsere Mona Lisa.“)